# Joseph Kanon
Pour les articles homonymes, voir Kanon.
Joseph Kanon, né en 1946 en Pennsylvanie aux États-Unis, est un écrivain américain, auteur de quelques romans policiers et d'espionnage.

## Biographie
Encore étudiant, il travaille comme lecteur pour le journal The Atlantic Monthly et y publie des nouvelles. Il poursuit ses études en Angleterre au Trinity College de Cambridge, puis, rentre aux États-Unis et s'inscrit à l'université Harvard. Diplômé, il devient journaliste et critique littéraire pour le Saturday Review, avant d'être successivement nommé rédacteur, directeur général et président de la maison d'éditions Houghton Mifflin Harcourt. Il entre ultérieurement au service de la E. P. Dutton.
Il commence une carrière d'écrivain avec le roman Los Alamos, un thriller d'espionnage ayant lieu en 1945 dans une base américaine du Nouveau-Mexique, ayant pour toile de fond la Seconde Guerre mondiale et la préparation de la bombe atomique. Le récit s'amorce par la découverte dans un parc du cadavre de « Karl Brunner, juif allemand réfugié et officier chargé de la sécurité des chercheurs : [...] son corps a été partiellement dénudé pour faire croire à une affaire d'homosexualité. Le meurtre déclenche une enquête menée par le journaliste Michael Connolly, du service des informations de guerre. Dans ce récit passionnant, Joseph Kanon affirme son goût pour les récits qui plongent au cœur de l'Histoire. ». Il obtient pour Los Alamos le Prix Edgar-Allan-Poe du meilleur premier roman en 1998.
Il signe ensuite L'Ultime Trahison (The Prodigal Spy), un récit ayant lieu pendant la guerre froide, puis L'Ami allemand (The Good German), adapté au cinéma en 2006 par Steven Soderbergh, avec George Clooney, Cate Blanchett, et Tobey Maguire dans les rôles principaux. Ce film, qui raconte l'histoire d'un journaliste américain à la recherche de sa maîtresse allemande dans le Berlin de la fin de la Seconde Guerre mondiale, a la particularité d'être réalisé en noir et blanc et de montrer tout au long de l'intrigue le début de l'opération Paperclip.
Kanon poursuit sa carrière littéraire avec le roman Alibi, dont l'intrigue se déroule à Venise, puis Stardust et Istanbul Passage, traduit en français sous le titre Le Passager d'Istanbul en 2014 par la maison d'éditions Seuil.

## Œuvres

### Romans
- Los Alamos (1997) Publié en français sous le titre Los Alamos, traduction de Francis Kerline, Paris, Flammarion, 1998.
- The Prodigal Spy (1998) Publié en français sous le titre L'Ultime Trahison, traduction de Bernard Ferry, Paris, Belfond, 2000, réédition, Paris, coll. « Pocket » no 11445, 2003.
- The Good German (2001) Publié en français sous le titre L'Ami allemand, traduction de France Camus-Pichon, Paris, Belfond, 2003, réédition, Paris, coll. « Pocket » no 12139, 2005.
- Alibi (2005) Publié en français sous le titre Alibi, traduction de Michèle Valencia, Paris, Belfond, 2006.
- Stardust (2009)
- Istanbul Passage (2012) Publié en français sous le titre Le Passager d'Istanbul, traduction de Lazare Bitoun, Paris, Seuil, coll. « Policier », 2014.
- Leaving Berlin (2015) Publié en français sous le titre Berlin 49, traduction de Lazare Bitoun, Seuil, coll. « Policier », 2016
- Defectors (2017) Publié en français sous le titre Moscou 61, traduction de Lazare Bitoun, Seuil, coll. « Policier », 2018
- The Accomplice (2019)
- The Berlin Exchange (2022)
- Shanghai (2024)

## Filmographie
- 2006 : The Good German, film américain réalisé par Steven Soderbergh, adaptation du roman éponyme, avec George Clooney, Cate Blanchett, Tobey Maguire et Beau Bridges.

## Prix et distinctions notables
- Prix Edgar-Allan-Poe 1998 du meilleur premier roman pour Los Alamos.
- Prix Hammett en 2005 pour Alibi.

## Sources
- Claude Mesplède, Dictionnaire des littératures policières, vol. 2 : J - Z, Nantes, Joseph K, coll. « Temps noir », 2007, 1086 p. (ISBN 978-2-910-68645-1, OCLC 315873361), p. 69-70.